# 라키비움
라키비움(Larchiveum)은 도서관(Library) + 기록관(Archives) + 박물관(Museum)을 말한다. 도서관, 기록관, 박물관의 기능을 가진 복합문화공간이다. 이들 세 가지의 영어 합성어인 '라키비움'으로 불린다. 원래 연구 서적을 대출하고 반납하거나 자료를 보관하는 일반적인 도서관이었지만 지금은 복합문화기관으로 탈바꿈하였다. "이제는 북카페에서 자연스럽게 차를 마신다거나 회의를 하면서 다양하게 정보를 교류할 수 있는 공간이 돼서 이용자 수는 자연스럽게는 것 같다." 첨단 정보통신기술의 발달로 과거 정보의 허브였던 도서관은 새로운 도전에 직면하고  있다. 책의 열람과 대여 기능에 그치는 기존의  도서관으로 남을 지, 아니면 다채로운 지식, 문화 서비스를 제공하는 복합적인 정보 공유의 공간으로 재탄생할지 도서관은 혁신의 기로에서 있다. 

## 라키비움 사례
도서관과 기록관, 박물관의 복합적인 기능을 하고 있는 경북문화콘텐츠진흥원 라키비움은 VR체험관과 3D상영관, 휴게공간이 있고 자체적인 콘텐츠 제작물이 시연되고 있다. 특히 어린이와 학생들에게 인기를 끌면서 가족단위 방문객들이 많이 찾는 등전 세대가 공감할 수 있는 공간이 되면서 문화 오아시스의 역할을 하고 있다. 
광주에 국립아시아문화전당의 라키비움도 있다. 
세종에도 대통령기록관이라는 라키비움 공간이 있습니다. 
1. ↑  “경상북도콘텐츠진흥원 공식 홈페이지”.